# Oleszno (Drawsko Pomorskie)
Oleszno (deutsch Welschenburg) ist ein Dorf in der Woiwodschaft Westpommern in Polen. Es gehört zur Gmina Drawsko Pomorskie (Stadt- und Landgemeinde Dramburg) im Powiat Drawski (Dramburger Kreis). 

## Geographische Lage
Das Dorf liegt in Hinterpommern, etwa 80 Kilometer östlich von Stettin und etwa 8 Kilometer südlich von Drawsko Pomorskie (Dramburg). Nachbarorte sind im Nordosten Mielenko Drawskie (Klein Mellen) und im Westen Ziemsko (Zamzow).

## Geschichte
Welschenburg bildete sich im 13. Jahrhundert als Mittelpunkt eines Verwaltungsbezirks im Herzogtum Pommern. Dieser Bezirk kam 1284, zunächst als Pfandbesitz, an die Markgrafschaft Brandenburg. Die Markgrafen verliehen jedoch 1297 dem nördlich von Welschenburg gelegenen Dramburg die Stadtrechte, das damit Welschenburg überflügelte. 
1320 war Welschenburg einer der Orte, die der pommersche Herzog Wartislaw IV. dem Nonnenkloster in Pyritz als Ausstattung für ein in Dramburg neu zu gründendes Kloster schenkte. Die Klostergründung kam jedoch nicht zustande.
Welschenburg gehörte bis 1815 als Teil des Kreises Dramburg zur Neumark. Im Rahmen der Neuorganisation der Verwaltungsgliederung im preußischen Staat nach dem Wiener Kongress wurde der Kreis Dramburg und damit auch Welschenburg in die Provinz Pommern umgegliedert. Bis 1945 bildete Welschenburg eine Landgemeinde im Kreis Dramburg der preußischen Provinz Pommern. Sie gehörte zum Amtsbezirk Mellen. Neben Welschenburg bestanden in der Gemeinde keine weiteren Wohnplätze.
Nach dem Zweiten Weltkrieg kam Welschenburg, wie ganz Hinterpommern, an Polen. Es erhielt den polnischen Ortsnamen „Oleszno“.

## Entwicklung der Einwohnerzahlen
- 1925: 070[3]
- 1933: 134[3]
- 1939: 147[3]